# Twenty-five Year Award
Twenty-five Year Award je cena Amerického institutu architektů (The American Institute of Architects), která je udělována projektům, dokončeným před 25 až 35 lety. Nutnou podmínkou je, aby architekt projektu měl v době vzniku stavby pracovní licenci na území Spojených států amerických.

## Držitelé
| Rok  | Stavba                                                                        | Foto           | Architekt                                                           |
| ---- | ----------------------------------------------------------------------------- | -------------- | ------------------------------------------------------------------- |
| 1969 | Rockefeller Center New York                                                   |                | Reinhard & Hofmeister a Corbett, Harrison & MacMurray               |
| 1971 | Crow Island School Winnetka, Illinois                                         | -              | Perkins, Wheeler & Will a Eliel & Eero Saarinen                     |
| 1972 | Baldwin Hills Village Los Angeles, Kalifornie                                 |                | Reginald D. Johnson; Wilson, Merrill & Alexander; Clarence S. Stein |
| 1973 | Taliesin West Paradise Valley, Arizona                                        |                | Frank Lloyd Wright                                                  |
| 1974 | Sídlo firmy Johnson Wax Racine, Wisconsin                                     |                | Frank Lloyd Wright                                                  |
| 1975 | Philip Johnson's Residence ("The Glass House") New Canaan, Connecticut        |                | Philip Johnson                                                      |
| 1976 | 860-880 North Lakeshore Drive Apartments Chicago, Illinois                    |                | Ludwig Mies van der Rohe                                            |
| 1977 | Christ Lutheran Church Minneapolis, Minnesota                                 |                | Saarinen, Saarinen & Associates a Hills, Gilbertson & Hays          |
| 1978 | Eames House Pacific Palisades, Kalifornie                                     |                | Charles a Ray Eames                                                 |
| 1979 | Galerie umění Yaleovy univerzity New Haven, Connecticut                       |                | Louis Kahn, FAIA                                                    |
| 1980 | Lever House New York                                                          |                | Skidmore, Owings and Merrill                                        |
| 1981 | Farnsworth House Plano, Illinois                                              |                | Ludwig Mies van der Rohe                                            |
| 1982 | Equitable Savings and Loan Building Portland, Oregon                          |                | Pietro Belluschi, FAIA                                              |
| 1983 | Price Tower Bartlesville, Oklahoma                                            |                | Frank Lloyd Wright                                                  |
| 1984 | Seagram Building New York                                                     |                | Ludwig Mies van der Rohe                                            |
| 1985 | General Motors Technical Center Warren, Michigan                              |                | Eero Saarinen and Associates s Smith Hinchman & Grylls              |
| 1986 | Guggenheimovo muzeum New York                                                 |                | Frank Lloyd Wright                                                  |
| 1987 | Bavinger House Norman, Oklahoma                                               |                | Bruce Goff                                                          |
| 1988 | Washington Dulles International Airport Terminal Building Chantilly, Virginie |                | Eero Saarinen and Associates                                        |
| 1989 | Vanna Venturi House Chestnut Hill, Pensylvánie                                |                | Robert Venturi, FAIA                                                |
| 1990 | Gateway Arch St. Louis, Missouri                                              |                | Eero Saarinen and Associates                                        |
| 1991 | Sea Ranch Condominium One Sea Ranch, Kalifornie                               |                | Moore Lyndon Turnbull Whitaker                                      |
| 1992 | Salk Institute for Biological Studies La Jolla, Kalifornie                    |                | Louis Kahn, FAIA                                                    |
| 1993 | Deere & Company Administrative Center Moline, Illinois                        |                | Eero Saarinen and Associates                                        |
| 1994 | Haystack Mountain School of Crafts Deer Isle, Maine                           | -              | Edward Larrabee Barnes                                              |
| 1995 | The Ford Foundation Headquarters New York                                     |                | Kevin Roche John Dinkeloo and Associates                            |
| 1996 | United States Air Force Academy Cadet Chapel Colorado Springs, Colorado       |                | Skidmore, Owings & Merrill                                          |
| 1997 | Phillips Exeter Academy Library Exeter, New Hampshire                         |                | Louis Kahn, FAIA                                                    |
| 1998 | Kimbellovo muzeum umění Fort Worth, Texas                                     |                | Louis Kahn, FAIA                                                    |
| 1999 | 875 North Michigan Avenue Chicago, Illinois                                   |                | Skidmore, Owings & Merrill                                          |
| 2000 | The Smith House Darien, Connecticut                                           | -              | Richard Meier & Partners                                            |
| 2001 | Weyerhaeuser Headquarters Federal Way, Washington                             | -              | Skidmore, Owings & Merrill                                          |
| 2002 | Fundació Joan Miró Barcelona, Španělsko                                       |                | Sert Jackson and Associates                                         |
| 2003 | Design Research Headquarters Building Cambridge, Massachusetts                |                | BTA Architects (původně známé jako Benjamin Thompson & Associates)  |
| 2004 | East Building, National Gallery of Art Washington, D.C.                       |                | I. M. Pei & Partners, Architects                                    |
| 2005 | Yale Center for British Art New Haven, Connecticut                            |                | Louis Kahn, FAIA                                                    |
| 2006 | Thorncrown Chapel Eureka Springs, Arkansas                                    |                | E. Fay Jones, FAIA                                                  |
| 2007 | Vietnam Veterans Memorial Washington, D.C.                                    |                | Maya Lin                                                            |
| 2008 | Atheneum New Harmony, Indiana                                                 |                | Richard Meier & Partners                                            |
| 2009 | Faneuil Hall Marketplace Boston, Massachusetts                                |                | Benjamin Thompson + Associates                                      |
| 2010 | Hajj terminál na King Abdulaziz International Airport Džidda, Saúdská Arábie  |                | Owings & Merrill                                                    |
| 2011 | John Hancock Tower Boston, Massachusetts                                      |                | I. M. Pei & Partners                                                |
| 2012 | Gehryho rezidence Santa Monica, Kalifornie                                    |                | Frank Gehry                                                         |
| 2013 | Menil Collection Houston, Texas                                               |                | Renzo Piano Building Workshop                                       |
| 2014 | Washington Metro Washington, D.C.                                             |                | Harry Weese                                                         |
| 2015 | Broadgate Exchange House Londýn, Spojené království                           |                | Skidmore, Owings and Merrill LLP                                    |
| 2016 | Monterey Bay Aquarium Monterey, Kalifornie                                    |                | EHDD                                                                |
| 2017 | Pyramida v Louvru Paříž, Francie                                              |                | Pei Cobb Freed & Partners                                           |
| 2018 | cena neudělena                                                                | cena neudělena | cena neudělena                                                      |
| 2019 | Sainsbury Wing londýnské Národní galerie Londýn, Anglie                       |                | Venturi, Scott Brown and Associates                                 |
| 2020 | Conjunctive Points – The New City Culver City, Kalifornie                     |                | Eric Owen Moss Architects                                           |
| 2021 | Burton Barr Central Library Phoenix, Arizona                                  |                | Will Bruder                                                         |
| 2022 | Kaple svatého Ignáce Seattle, Washington                                      |                | Steven Holl Architects                                              |
| 2023 | Guggenheimovo muzeum Bilbao, Španělsko                                        |                | Gehry Partners                                                      |
| 2024 | Tokijské mezinárodní fórum Tokio, Japonsko                                    |                | Rafael Viñoly Architects                                            |